# Корнелія Галлонія
Корнелія Галлонія (лат. Cornelia Gallonia; III ст. н. е.) — дружина римського імператора Валеріана.

## Життєпис
Ймовірно, походила з роду Галлоніїв. Припускається, що була родичкою Галлонія Василя, наближеного до імператора Галлієна. Тривалий час було предметом дискусії, чи отримала вона статус августи. До того відома її згадка лише як матері Валеріана Молодшого.
У 2004 опубліковано напис з міста Бульці на Сардинії, де Корнелія Галлонія титулована як Августа і матір цезаря Ліцинія Валеріана Молодшого.